# Isoetaceae
Isoetaceae é uma família da ordem Isoetales que contém apenas um gênero vivente, Isoetes, e este possui cerca de 192 espécies validamente descritas (duas espécies sul-americanas deste gênero são por vezes segregadas para o gênero Stylites). As espécies que integram esta família são plantas herbáceas perenes, aquáticas ou terrestres que podem entrar em estado de dormência quando seca o ambiente úmido onde ocorrem. Para além das espécies atuais a família inclui plantas conhecidas apenas do registo fóssil, com destaque para o gênero Tomiostrobus que agrupa plantas herbáceas extintas de morfologia similar às licópsidas atuais.

## Morfologia
Os membros da família Isoetaceae podem ser aquáticos ou terrestres. Estas apresentam folhas simples, espiraladas, formando uma roseta basal. As folhas são em sua parte basal alargadas, com lígula, revestidas e apicalmente lineares.
Possuem raízes adventícias e endógenas, que emergem a partir de sulcos inferiores na haste e ramificação dicotômica. Os talos são protostélicos, orientados verticalmente como cormos e raramente rizomatosos, com meristema apical e lateral, tornando-se lobados na base.
Os esporângios são heterosporados, ou seja, produzem esporos dimórficos. O megasporângio é o órgão feminino, onde são produzidos os megásporos. O  microsporângio é o órgão masculino em plantas espermatófitas, onde são produzidos os micrósporos. Os megasporângios são formados na base do megasporófilos,  os microsporângios na base de microsporofilos, sendo que os microsporofilos estão localizados mais próximos do centro da planta.
Apresentam cormos bilobados ou tetralobados (caule subterrâneo que acumula reserva na forma de amido). Suas raízes são dicotomicamente divididas, a família Isoetaceae apresenta Microfilos 9-180 por cormo, filiformes, lineares ou triangulares, eretos ou ascendentes, retos ou flexuosos; alas presentes apenas na porção proximal ou sobre toda a extensão do microfilo, membranosas (forma de membrana) ou cartáceas, hialinas ou castanho-escuras, ápice atenuado ou trucando; súbulas presentes ou ausentes. Velos rudimentares a ausentes, incompletos ou completos. Lígulas (excrescência na junção entre o limbo e o pecíolo) hialinas ou castanho-escuras, ovais a cordadas. Lábios rudimentares ou bem desenvolvidos, esporângios basais ou acima da base dos microfilos, arredondados ou ovais elípticos, concolores ou bicolores, hialinos a castanho-escuros. Megásporos brancos ou cinzas, triletes, baculados, cristados, lisos, rugulados, sacados ou tuberculados; lesuras retas ou onduladas; cíngulo ondulado ou reto, com contorno arredondado a triangular, conspícuo ou inconspícuo; vista equatorial globular, vista proximal globular ou subtriangular. Micrósporos cinzas ou castanho-claros, monoletes, perisporos lisos, papilados, equinados ou tuberculados. 

## Distribuição e diversidade taxonômica
A família tem distribuição cosmopolita. No Brasil estão presentes 28 espécies, sendo 23 endêmicas, com ocorrência em todos os domínios, exceto na Caatinga.    

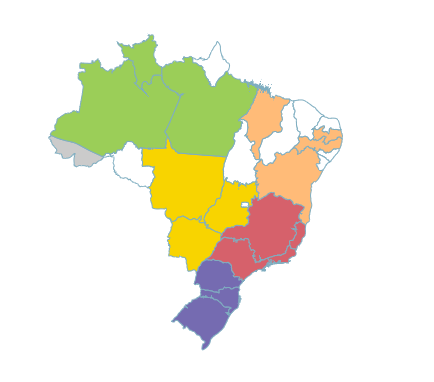
Distribuição de Isoetaceae nos diferentes estados do Brasil.

Ocorrências desse grupo foram confirmadas no norte (Amazonas, Pará, Roraima); Nordeste (Bahia, Maranhão, Paraíba, Pernambuco); Centro-Oeste (Espírito Santo, Minas Gerais,  Rio de Janeiro, São Paulo); Sul (Paraná, Rio Grande do Sul, Santa Catarina).  

Lista de espécies brasileiras
- Isoetes amazonica A.Braun

- Isoetes baculata Hickey & H.P.Fuchs

- Isoetes bradei Herter

- Isoetes brasiliensis H.P.Fuchs

- Isoetes cangae J.B.S. Pereira, Salino & Stützel

- Isoetes caparaoensis J.B.S. Pereira

- Isoetes fuscomarginata H.P.Fuchs

- Isoetes gardneriana Kunze ex Mett.

- Isoetes gigantea U.Weber

- Isoetes goebelii U.Weber

- Isoetes luetzelburgii U.Weber

- Isoetes martii A.Braun

- Isoetes maxima Hickey, Macluf & Link-Pérez

- Isoetes mourabaptistae J.B.S. Pereira et al.

- Isoetes naipiana P.G. Windisch, Lorscheitt. & Nervo

- Isoetes nana J.B.S. Pereira

- Isoetes organensis U.Weber

- Isoetes panamensis Maxon & C.V.Morton

- Isoetes pedersenii H.P.Fuchs ex E.I.Meza & Macluf

- Isoetes quiririensis J.B.S. Pereira & Labiak

- Isoetes ramboi Herter

- Isoetes sehnemii H.P.Fuchs

- Isoetes serracarajensis J.B.S. Pereira, Salino & Stützel

- Isoetes smithii H.P.Fuchs

- Isoetes spannagelii H.P.Fuchs

- Isoetes triangula U.Weber

- Isoetes ulei U.Weber

- Isoetes weberi Herter

## Filogenia

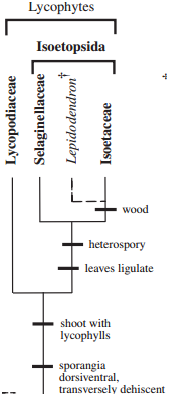
Posição filogenética da família Isoetaceae.

A família Isoetaceae pertence ao grupo das licófitas, o grupo irmão de Selaginellaceae, com o qual compartilha a presença de heterosporia e lígula. Umas das características que distingue o grupo é a presença de um câmbio especializado que adiciona tecidos secundários ao cormo. Outra característica do grupo, uma adaptação ao encharcamento das raízes, é a presença de câmaras de ar nas raízes e folhas. 

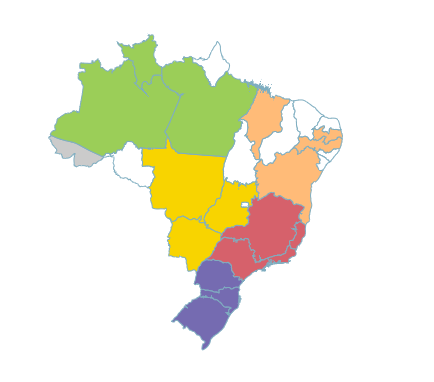
Domínios: Amazônia, Cerrado, Mata Atlântica, Pampa, Pantana.Campo de Altitude, Cerrado (lato sensu), Floresta Ombrófila Mista, Savana Amazônica, Vegetação Aquática

## Domínios
Amazônia, Cerrado, Mata Atlântica, Pampa, Pantanal  